# Blå är den varmaste färgen
Blå är den varmaste färgen (originaltitel: La Vie d'Adèle) är en fransk dramafilm från 2013 i regi av Abdellatif Kechiche. Filmen belönades samma år med Guldpalmen för "Bästa film" vid Filmfestivalen i Cannes, och priset delade Kechiche med huvudskådespelarna Adèle Exarchopoulos och  Léa Seydoux. Den fick Louis Delluc-priset för årets bästa franska film; det var andra gången som Kechiche fick priset, efter Couscous från 2007.

## Handling
Sexton år gammal är Adèle (Adèle Exarchopoulos) övertygad om att det är dags att gå ut och träffa pojkar och drömmer om sin stora kärlek. Hon trodde att hon funnit den i personen Thomas (Jeremie Laheurte), en gåtfull men trevlig ung man. Hon möter emellertid samma dag Emma (Léa Seydoux), en ung kvinna med blått hår, och detta möte förändrar Adèles liv fullständigt. Hon hemsöks varje natt av sina drömmar och mest intima önskningar om Emma. Adèle försöker ignorera sina känslor för att koncentrera sig på Thomas, men hon inser att hon känner attraktion till kvinnor. Hon blottar sin åtrå och vill ha bekräftelse på vad hon betyder som kvinna och som vuxen.

## I rollerna

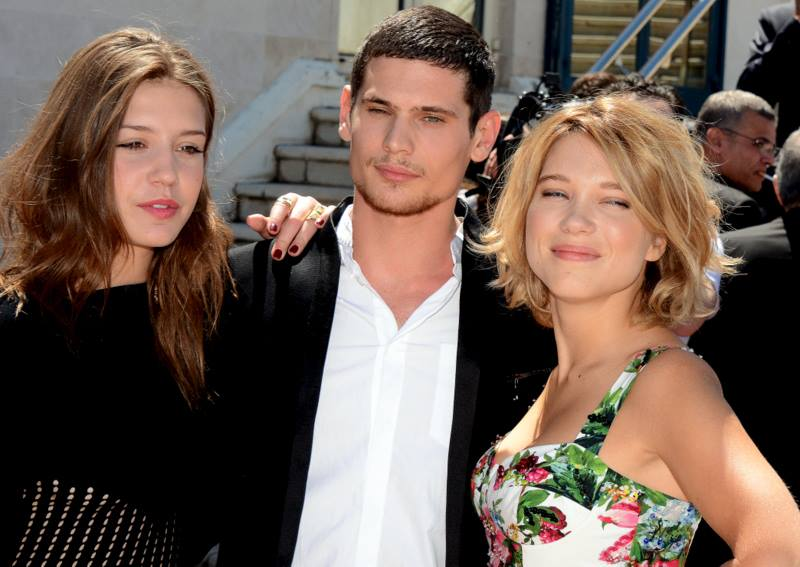
Skådespelarna Adèle Exarchopoulos, Jérémie Laheurte och Léa Seydoux vid Filmfestivalen i Cannes 2013.

- Adèle Exarchopoulos – Adèle
- Léa Seydoux – Emma
- Salim Kechiouche – Samir
- Mona Walravens – Lise
- Jérémie Laheurte – Thomas
- Catherine Salée – Adèles mamma
- Aurélien Recoing – Adèles pappa
- Fanny Maurin – Amélie
- Sandor Funtek – Valentin
- Aurélie Lemanceau – Sabine
- Baya Rehaz – Meryem
- Benjamin Siksou – Antoine
- Karim Saidi – Kader
- Alma Jodorowsky – Béatrice

## Produktionen
Inspiration till den lesbiska kärleksfilmen fick Kechiche från den serieromanen Le Bleu est une couleur chaude av den franska författaren och serieskaparen Julie Maroh. Filmen fick nästan enhälligt bifall av pressen i Cannes och blev snabbt en favorit. Filmen hade biopremiär i Frankrike den 9 oktober 2013.